# كأس مولدوفا 2010–11
كأس مولدوفا 2010–11 هو الموسم 20 من كأس مولدوفا. أقيم خلال الفترة 14 سبتمبر 2010 وحتى 26 مايو 2011، وأشرف على تنظيمه اتحاد مولدافيا لكرة القدم، وكان عدد الأندية المشاركة فيه 16، وفاز فيه FC Iskra-Stal ‏.